# セウニデイ
セウニデイ（モンゴル語: Seünidei、生没年不詳）は、モンゴル帝国に仕えた将軍の一人で、ケレイト部トゥベエン氏の出身。『元史』における漢字表記は肖乃台(xiàonǎitái)、笑乃帯(xiàonǎidài)など。

## 概要
セウニデイがどのような経緯を経てモンゴル帝国に仕えるようになったかは不明であるが、忠義・武勇を以てチンギス・カンに取り立てられるようになったという。1206年にモンゴル帝国が建国されると、チンギス・カンは麾下の遊牧民を全てミンガン（千人隊）に再編成し、右翼軍をアルラト部のボオルチュに、左翼軍をジャライル部のムカリに統轄させていた。ある時、チンギス・カンはセウニデイに「汝はボオルチュとムカリ、どちらの麾下に属して我が為に力を尽くしたいと願うか？」と尋ねたところ、セウニデイは「願わくばムカリの左翼軍に属さん」と答えたため、セウニデイはムカリ軍に配属されたという。
第一次金朝遠征においてチンギス・カンは金朝領の各地で金軍を破り、掠奪をはたらき、モンゴル帝国に有利な形で講和を結んで一度引き上げたが、金朝方面に駐屯するモンゴル軍の指揮権は「四駿」の一人のムカリに委ねられた。ムカリの配下にはコンギラト部・イキレス部・マングト部・ウルウト部ら帝国左翼の有力部族と漢人・契丹人・女真人ら現地徴発兵が集められ、この軍勢の「先鋒/前鋒」として抜擢されたのがココ・ブカ、ボロト、セウニデイ、ブルガイ・バアトル、アルチャルら「五部将」であった。
1225年（乙酉/正大2年）、一度モンゴルに投降した金朝の武将の武仙が史天倪を殺害して真定で叛乱を起こすという事件が起こり、武仙討伐のため援軍を要請した史天倪の弟の史天沢の下に派遣されたのがセウニデイであった。史天沢と合流したセウニデイは武仙の派遣した武将の葛鉄槍を撃退し、武仙の支配下にあった中山府を攻略したため、武仙は一度真定を放棄して逃れた。しかし、武仙は真定の民と密かに連絡を取って奇襲をかけ、内応者の手によって南門が開かれた真定は再び武仙軍の支配下に落ち、セウニデイと史天沢は一旦逃れたが、その後再び軍勢を結集してもう真定を再攻略した。真定の再攻略後、モンゴル兵は真定住民の裏切りに怒り皆殺しにしようとしたが、セウニデイは「ここで住民を皆殺しにすれば、他の城市の攻略を困難にしてしまうだろう」と述べてこれを止めたという。
真定の戦いの後、セウニデイは逃亡中の武仙の弟を紫荊関で捕縛して斬首とし、その妻子を捕虜とした。その後、太原・大名を転戦したセウニデイは東平の攻略に加わり、安撫の王立剛率いる軍勢を破り東平の攻略に大きく貢献した。
チンギス・カンの死後、オゴデイが第2代皇帝に即位するとセウニデイは引き続き金朝の攻略に起用された。1232年（壬辰）、黄河を渡ったセウニデイは完顔慶山奴率いる軍勢を破り、他の将軍とともに金の皇帝が籠もる蔡州を包囲した（蔡州の戦い）。セウニデイと史天沢率いる部隊は蔡州の北面を攻撃し、金朝の滅亡に大きく貢献した。これらの功績によりセウニデイは東平路に300戸を与えられ、南宋との戦いに備えていたが、病により東平にて亡くなった。その遺体はモンゴリアに運ばれ、そこで埋葬されたという。
セウニデイには7人の息子がいたが、特に有名なのは抹兀答児と兀魯台の2名であった。

## タンマチ「五部将」
- アルチャル
- ボロト
- セウニデイ
- ブルガイ・バアトル
- ココ・ブカ

※ブルガイ・バアトルは後にケレイテイと交替する。